# Chaetonotus robustus
Chaetonotus robustus är en djurart som tillhör fylumet bukhårsdjur, och som beskrevs av Davison 1938. Chaetonotus robustus ingår i släktet Chaetonotus och familjen Chaetonotidae. Inga underarter finns listade i Catalogue of Life.